# Rymosia fasciata
Rymosia fasciata är en tvåvingeart som först beskrevs av Johann Wilhelm Meigen 1804.  Rymosia fasciata ingår i släktet Rymosia och familjen svampmyggor. Arten är reproducerande i Sverige. Inga underarter finns listade i Catalogue of Life.